# زندانی ریو
«زندانی ریو» (انگلیسی: Prisoner of Rio) یک فیلم سینمایی در سبک درام به کارگردانی لخ مایفسکی، کارگردانی لهستانی است که در سال ۱۹۸۸ منتشر شد.

## بازیگران
- استیون برکوف
- پل فریمن
- پیتر فیرث
- فلوریندا بولکن
- دزموند لولین
- جوزه ویلکر